# منشاري الجناح
منشاري الجناح (الاسم العلمي: Psalidoprocne)، جنس طيور صغيرة من رتبة الجواثم وفصيلة السنونو.
تتراوح أطوالها من 11 إلى 17 سم لونها بين الأسود والأسود-الأبيض. للجنس توزيع إفريقي حيث توجد في الغابات والأراضي الحرجية.